# The Witness for the Defense
The Witness for the Defense er en amerikansk stumfilm fra 1919 af George Fitzmaurice.

## Medvirkende
- Elsie Ferguson som Stella Derrick
- Vernon Steele som Dick Hazelwood
- Warner Oland som Captain Ballantyne
- Wyndham Standing som Henry Thresk
- George Fitzgerald som Wigney Derrick